# Geneesmiddelenwet
De Geneesmiddelenwet (2007) regelt in Nederland zaken rondom de productie, de handel, het voorschrijven en verstrekken van geneesmiddelen. De wet bevat ook voorschriften om een veilig gebruik van geneesmiddelen te stimuleren.
De Geneesmiddelenwet vervangt de Wet op de geneesmiddelenvoorziening (WOG) uit 1963. De wet is eenvoudiger gemaakt en voldoet aan de EU-richtlijnen. De belangrijkste wijzigingen zijn:
- Het aantal vergunningen en de administratieve belasting nemen af (besparing: € 30 miljoen).[bron?]
- De Inspectie Gezondheidszorg en Jeugd krijgt de bevoegdheid om zelf boetes op te leggen, zodat een straf op maat mogelijk is. Nu staat alleen de weg van het strafrecht open en dat is vaak een te zwaar middel.
- Per apotheek blijft 1 apotheker eindverantwoordelijk.
- Strengere regels voor het voorschrijven van geneesmiddelen via internet: een behandelaar mag alleen via internet voorschrijven als hij de patiënt én zijn 'medicijngeschiedenis' kent.
- Artsen en apothekers zijn verplicht om ernstige bijwerkingen van geneesmiddelen te melden.
- Regeling van off-label gebruik in artikel 68.

Vrijwel gelijktijdig werd de extramurale apotheker opgenomen in de Wet op de geneeskundige behandelingsovereenkomst (WGBO). De ziekenhuisapotheker was daarin reeds opgenomen.
De Geneesmiddelenwet definieert onder meer:
Een UR-geneesmiddel is een geneesmiddel dat Uitsluitend op Recept ter hand mag worden gesteld.

## Regeling Geneesmiddelenwet
Deze ministeriële regeling bevat per 1-1-2012 in artikel 6.11 de verplichting om bij een aantal met name genoemde stoffen de indicatie op het recept te vermelden. Onder 6.10 wordt ook de overdracht van een zestal laboratorium-waarden geregeld.

## Besluit Geneesmiddelenwet
Dit besluit bevat nadere uitvoeringsbesluiten inzake de Geneesmiddelenwet.
Artikel 11 ziet toe op de verhouding tussen voorschrijver en apotheekhoudende.

## Voetnoten
1. ↑  http://wetten.overheid.nl/BWBR0021505
2. ↑  http://wetten.overheid.nl/BWBR0022160
3. ↑  http://wetten.overheid.nl/BWBR0021672